# Eilema nigrosparsa
Eilema nigrosparsa là một loài bướm đêm thuộc phân họ Arctiinae, họ Erebidae.